# 電子投票条例
電子投票条例（でんしとうひょうじょうれい）とは選挙において電子投票を実施することを目的とした条例のこと。

## 概要
電磁記録投票法に基づき、地方選挙に関して電子投票を実施する条例である。
電子投票機における公職選挙の候補者の氏名及び党派別の表示の方法は、電子投票機の画面その他の候補者の氏名等を表示画面に全ての候補者の氏名等を同時に表示することを規定している。ただし、候補者が多数のため、画面に全候補者の氏名等を同時に表示した場合、文字が小さくなるなど選挙人が正確かつ容易に認識できないおそれがあると選挙管理委員会が判断すれば、以下の方法を認めている。
1. 画面に表示された五十音により、その音で始まる候補者の氏名等を同時に表示させる方法
2. 画面を超える大きさですべての候補者の氏名等を編集、構成し、操作によって候補者の氏名等を順次表示させる方法
3. 面の大きさですべての候補者の氏名等を複数に分割して編集、構成し、操作によって画面の表示を切り替え、候補者の氏名等を順次表示させる方法

視覚障害者に対応するために、音声により表示することも規定されている。

### 条例名
| 府県     | 市町村   | 条例名                                                                                   | 対象 地域 | 首長選挙             | 議会議員選挙                        |
| -------- | -------- | ---------------------------------------------------------------------------------------- | --------- | -------------------- | ----------------------------------- |
| 青森県   | 六戸町   | 六戸町議会の議員及び六戸町長の選挙における電磁的記録式投票機による投票に関する条例       | 全域      | 2004年 2005年        | 2007年 2011年 2015年 2016年（補選） |
| 宮城県   | 白石市   | 白石市議会の議員及び白石市長の選挙における電磁的記録式投票機による投票に関する条例       | 全域      | 2004年 2008年        | 2003年 2007年                       |
| 福島県   | 大玉村   | 大玉村議会の議員及び大玉村長の選挙における電磁的記録式投票機による投票に関する条例       | 全域      |                      | 2003年 2007年                       |
| 神奈川県 | 海老名市 | 海老名市議会の議員及び海老名市長の選挙における電磁的記録式投票機による投票に関する条例   | 全域      | 2003年               | 2003年                              |
| 三重県   | 四日市市 | 四日市市長選挙等における電磁的記録式投票機を用いて行う投票に関する条例                   | 全域      | 2004年 2008年        | 2004年（補選）                      |
| 岐阜県   | 可児市   | 可児市議会議員及び可児市長の選挙における電磁的記録式投票機を用いて行う投票に関する条例   | 全域      |                      | 2003年                              |
| 福井県   | 鯖江市   | 鯖江市の議会の議員および長の選挙における電磁的記録式投票機による投票に関する条例         | 全域      |                      | 2003年                              |
| 京都府   | 京都市   | 京都市長の選挙に係る電磁的記録式投票機を用いて行う投票に関する条例                       | 東山区    | 2004年 2008年 2012年 |                                     |
| 京都府   | 京都市   | 京都市長の選挙に係る電磁的記録式投票機を用いて行う投票に関する条例                       | 上京区    | 2008年 2012年        |                                     |
| 大阪府   | 四條畷市 | 四條畷市の議会の議員及び長の選挙における電磁的記録式投票機を用いて行う投票に関する条例   | 全域      | 2024年               | 2024年（補選）                      |
| 岡山県   |          | 岡山県議会の議員及び岡山県知事の選挙に係る電磁的記録式投票機を用いて行う投票に関する条例 | 新見市    | 2004年               |                                     |
| 岡山県   | 新見市   | 新見市議会の議員及び新見市長の選挙における電磁的記録式投票機による投票に関する条例       | 全域      | 2002年 2009年 2013年 | 2002年 2009年 2013年                |
| 広島県   | 広島市   | 広島市長選挙における電磁的記録式投票機を用いて行う投票に関する条例                       | 安芸区    | 2003年               |                                     |